# Gesellschaft Naturforschender Freunde zu Berlin
Die Gesellschaft Naturforschender Freunde zu Berlin (GNF) wurde 1773 in Preußen gegründet und ist damit neben ihrem Vorbild, der Danziger Naturforschenden Gesellschaft, die älteste deutsche private naturkundliche Gesellschaft. Sie hatte zahlreiche prominente und zu ihrer Zeit in den Naturwissenschaften, speziell der Biologie, einflussreiche Mitglieder. Die Gesellschaft existiert noch heute und hat derzeit ihren Sitz am Institut für Zoologie der Freien Universität Berlin.

## Geschichte

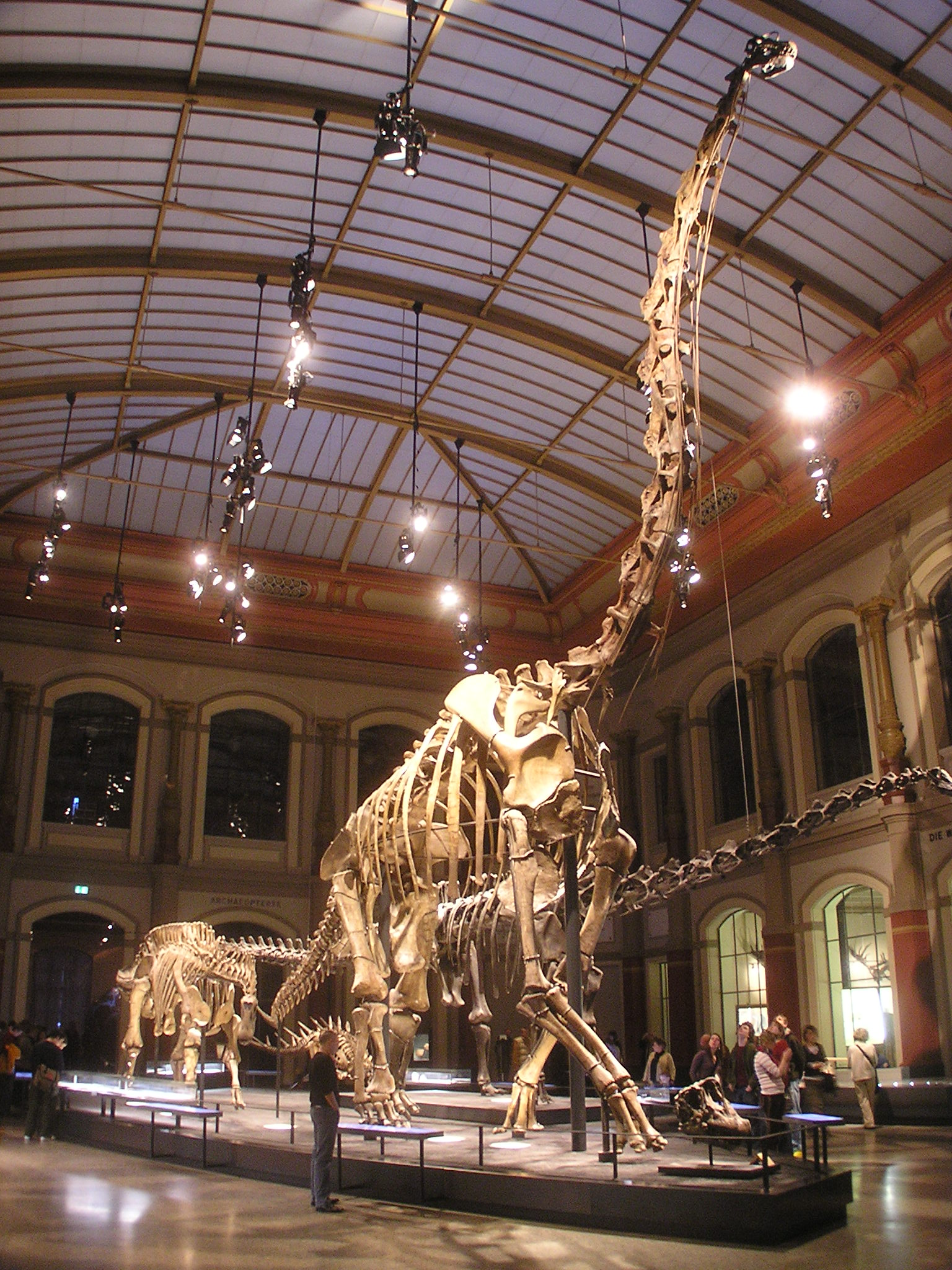
Giraffatitan brancai im Naturkundemuseum Berlin

Die Gründung der Gesellschaft erfolgte 1773 auf Initiative des Naturforschers Friedrich Heinrich Wilhelm Martini. Bis 1785 hieß die Gesellschaft Berlinische Gesellschaft Naturforschender Freunde. Sie bestand aus maximal zwölf in Berlin ansässigen Ordentlichen Mitgliedern sowie Außerordentlichen und Ehrenmitgliedern. Oberstes Ziel war die „Beförderung der Naturgeschichte“; hierzu gehörten die Herausgabe einer Zeitschrift mit originären naturhistorischen Beiträgen und der Aufbau einer Buch- und Naturaliensammlung. Für die Aufbewahrung der Sammlung besaß die Gesellschaft ab 1788 ein eigenes Haus, in dem auch die regelmäßigen Sitzungen stattfanden. Das Haus wurde 1906 verkauft; aus dem Erlös wurden wissenschaftliche Unternehmungen finanziert. Unter den von der Gesellschaft Naturforschender Freunde zu Berlin geförderten wissenschaftlichen Expeditionen ist die wohl bekannteste die Tendaguru-Expedition nach Deutsch-Ostafrika (im heutigen Tansania) in den Jahren 1909 bis 1913, bei der große Saurierskelette ausgegraben wurden, darunter das nahezu vollständige Skelett eines Giraffatitan brancai (lange als Brachiosaurus brancai bezeichnet), das heute im Museum für Naturkunde in Berlin ausgestellt ist.

## Veröffentlichungen
- regelmäßige Veröffentlichungen
  - 1775–1779, Beschäftigungen der Berlinischen Gesellschaft Naturforschender Freunde
  - 1780–1785, Schriften der Berlinischen Gesellschaft Naturforschender Freunde
  - 1795–1814, Der Gesellschaft Naturforschender Freunde zu Berlin Magazin für die neuesten Entdeckungen in der gesammten Naturkunde
  - 1819, Verhandlungen der Gesellschaft Naturforschender Freunde zu Berlin
  - 1836–1838, Mittheilungen aus den Verhandlungen der Gesellschaft Naturforschender Freunde zu Berlin
  - 1839–1922, Sitzungsberichte der Gesellschaft Naturforschender Freunde zu Berlin
- unregelmäßige Veröffentlichungen
  - Verzeichniss der sämmtlichen Ordentlichen hiesigen Ehren- und Außerordentlichen, sowie auch der Auswärtigen-Mitglieder der Gesellschaft naturforschender Freunde zu Berlin. Berlin 1806, (Digitalisat).
  - Zur funfzigjährigen Stiftungsfeier der Gesellschaft naturforschender Freunde in Berlin am 9ten Julius 1823, Berlin, (Digitalisat).

## Ehemalige Mitglieder (Auswahl)
Ein Mitgliederverzeichnis befindet sich in: K. Herter, R. Bickerich: Die Mitglieder der Gesellschaft Naturforschender Freunde zu Berlin in den ersten 200 Jahren des Bestehens der Gesellschaft 1773–1972, in: Sitzungsberichte der Gesellschaft Naturforschender Freunde zu Berlin, N.F. 13 (1973), S. 59–157.
- Karl Gottlieb Behrnauer (1765–1831), Ehrenmitglied
- Adelbert von Chamisso (1781–1838)
- Joseph Paul von Cobres (1737/1749–1823)
- Christian Gottfried Ehrenberg (1795–1876)
- Johann Gottlieb Gleditsch (1714–1786)
- Ernst Ludwig Heim (1747–1834)
- Alexander von Humboldt (1769–1859)
- Dietrich Ludwig Gustav Karsten (1768–1810)
- Martin Heinrich Klaproth (1743–1817)
- Johann Gerhard König (1728–1785)
- Hinrich Lichtenstein (1780–1857)
- Eduard von Martens (1831–1904)
- Friedrich Heinrich Wilhelm Martini (1729–1778)
- Johann Christoph Meinecke (1722–1790)
- Johann Carl Friedrich Meyer (1739–1811)
- Franz Xaver Mezler (1756–1812)
- Johann Peter Joseph Monheim (1786–1855)
- Gottfried Adrian Müller (1710–1780)
- Otto Friedrich Müller (1730–1784)
- Sanderad Müller (1748–1819), Ehrenmitglied
- Heinrich Wilhelm Olbers (1758–1840)
- Johann Peter Ernst von Scheffler (1739–1809)
- Fritz Schmidt-Hoensdorf (1889–1967)
- Ulrich Jasper Seetzen (1767–1811)
- Carl Josef Selb (1750–1827)
- Hermann Steudner (1832–1863)
- Christian Samuel Weiss (1780–1856)
- Johann Christoph von Woellner (1732–1800)
- Johann Friedrich Zückert (1737–1778)

## Katharina Heinroth-Preis
Die Gesellschaft schreibt jährlich den „Katharina Heinroth-Preis“ für Studierende der drei Berliner Universitäten aus. Der Preis wird vergeben für hervorragende Examensarbeiten (Diplomarbeiten oder experimentelle Staatsexamensarbeiten) oder für bedeutende, von Studierenden selbständig durchgeführte und schriftlich dokumentierte Projekte bzw. Studienjahresarbeiten auf dem Gebiet der biologisch orientierten Naturwissenschaften.